# Siegurd Heinze

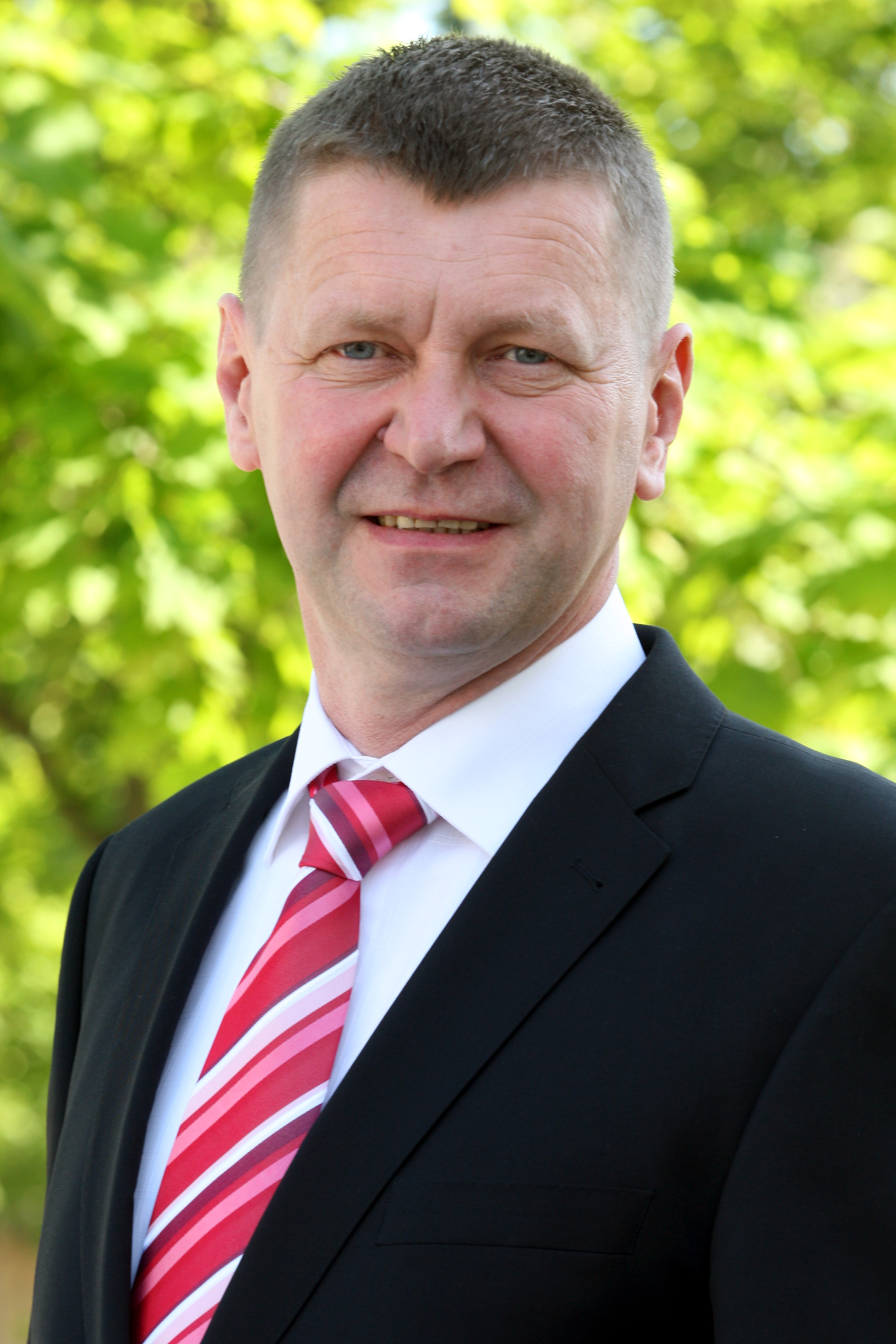
Siegurd Heinze

Siegurd Heinze (* 9. Mai 1961 in Lauchhammer-Ost) ist ein deutscher Kommunalpolitiker (parteilos) und seit Februar 2010 Landrat des südbrandenburgischen Landkreises Oberspreewald-Lausitz.

## Leben
Der in Meuro aufgewachsene Heinze besuchte von 1967 bis 1977 die Polytechnische Oberschule Annahütte. Von 1977 bis 1979 absolvierte er eine Lehrlingsausbildung zum Elektromonteur im VE Braunkohlenkombinat Senftenberg. Im Anschluss arbeitete er bis 1980 als Elektromonteur in der Brikettfabrik „Meurostollen“ in Hörlitz. Nach dem Grundwehrdienst (1980/81) begann er 1982 das Studium an der Ingenieurschule für Bergbau und Energetik in Senftenberg und schloss dieses 1985 als Diplom-Ing. (FH) für Elektroenergieanlagen ab. Von 1985 bis 1986 war er Betriebsingenieur im Tagebau Klettwitz-Nord und von 1986 bis 1993 im Kraftwerk Sonne Freienhufen tätig als Betriebsingenieur für Schaltanlagen und zuletzt stellvertretender Betriebsführer. Dort übernahm er ab 1986 Mitarbeiterführung.
Siegurd Heinze ist evangelisch und seit 1985 verheiratet. Er hat zwei Töchter und lebt in Meuro.

## Politische Ämter
1990 wurde Heinze ehrenamtlicher Bürgermeister der Gemeinde Meuro. Dies blieb er bis 1993, als er zum Amtsdirektor des damaligen Amtes Schipkau gewählt wurde. Dieses Amt übte er bis 2002 aus. Ebenfalls 1993 begann er eine Anpassungsfortbildung für den höheren Dienst an der Fachhochschule für öffentliche Verwaltung Brandenburg in Bernau bei Berlin. Diese schloss er 1994 ab. Von 2002 bis 2010 war Siegurd Heinze Bürgermeister der amtsfreien Gemeinde Schipkau. Bei der Direktwahl im Januar 2010 wurde er zum dritten Landrat des Landkreises Oberspreewald-Lausitz gewählt.
Bei der Landratswahl am 22. April 2018 wurde Heinze mit 56,3 % der gültigen Stimmen für weitere acht Jahre in seinem Amt bestätigt. Im Juni 2025 gab er bekannt, zur Landratswahl im Januar 2026 nicht erneut anzutreten.

## Funktionen
- Vorsitzender des Verwaltungsrates der Sparkasse Niederlausitz
- Mitglied im Verbandsvorstand (Brandenburg) Ostdeutscher Sparkassenverband
- Mitglied im Präsidialausschuss Ostdeutscher Sparkassenverband
- Vorsitzender der Verbandsversammlung des Abfallentsorgungsverbandes Schwarze Elster
- Vorsitzender der Verbandsversammlung im Zweckverband Lausitzer Seenland
- Vorsitzender der Gesellschafterversammlung der Klinikum Niederlausitz GmbH. Vorsitzender im Landkreistag Brandenburg
- Vorstandsmitglied im Tourismusverband Lausitzer Seenland
- Vorstandsmitglied im Tourismusverband Spreewald

Heinze ist 1977/78 Mitglied in der Freiwilligen Feuerwehr Schipkau, Ortsfeuerwehr Meuro mit dem Dienstgrad eines Oberbrandmeisters.